# T.S.-Ashton-Preis
Der T.S.-Ashton-Preis (englisch: T. S. Ashton Prize) ist ein Wissenschaftspreis in Wirtschaftswissenschaften. Die zuletzt jährlich vergebene Auszeichnung wurde testamentarisch vom 1968 verstorbenen britischen Wirtschaftshistoriker Thomas Southcliffe Ashton gestiftet und wird von der Economic History Society vergebenen.
Die Auszeichnung richtet sich insbesondere an junge Wissenschaftler im Bereich der Wirtschaftsgeschichte, mit ihr werden außergewöhnliche Beiträge ausgezeichnet, die in den zwei der Auszeichnung vorangegangenen Jahren im Publikationsorgan der Gesellschaft Economic History Review erschienen sind. Kandidaten dürfen höchstens in den fünf der Auszeichnung vorangegangenen Jahren ihren Ph.D.-Titel erlangt haben oder vorher keinen Beitrag in diesem oder einem verwandten wissenschaftlichen Feld geleistet haben. Der zwischenzeitlich zweijährlich ausgelobte Preis wurde 1972 erstmals vergeben und ist mit 750 Pfund dotiert.

## Preisträger
- 1972: Louis P. Cain
- 1973: Susan Howson
- 1974: P. E. Dewey
- 1976: Vic Gatrell
- 1977: William D. Rubinstein und David Cannadine
- 1979: Roger Middleton
- 1981: John Beckett
- 1983: Richard Overy
- 1985: Mark Thomas
- 1987: Christine MacLeod
- 1991: Richard W Hoyle
- 1993: David Edgerton und Sally Horrocks
- 1995: Mark Bailey und Duncan Ross
- 1997: Joyce Burnette
- 1999: Brian A’Hearn
- 2001: Evan Jones
- 2003: Byung-Yeon Kim
- 2005: Ben Dodds
- 2007: Samantha Williams
- 2009: Jordi Domenech
- 2011: David Chambers
- 2013: Philip Slavin
- 2015: Eric B. Schneider
- 2017: Charles Read
- 2019: Michiel de Haas, Judy Stephenson
- 2020: Jonathan Chapman
- 2021: Thilo Albers
- 2022: Thales Zamberlan Pereira
- 2023: Cheng Yang
- 2024: Mattia C. Bertazzini
- 2025: Emiliano Travieso, Tom Westland